# John Attlee (3e comte Attlee)
John Richard Attlee, 3e comte Attlee (né le 3 octobre 1956), titré vicomte Prestwood entre 1967 et 1991, est un pair du parti conservateur britannique et Lord Temporal. Il est le petit-fils de Clement Attlee, le Premier ministre travailliste, qui est le premier comte Attlee. 

## Biographie
Il fait ses études à l'école de Stowe, puis travaille à Smiths Industries, principalement dans la gestion des matériaux. 
En 1985, il se lance dans le domaine de la récupération et de la réparation de véhicules commerciaux . Il est président de la Heavy Transport Association et patron de la Road Rescue Recovery Association. 
Il entreprend une tournée avec l'organisation non gouvernementale British Direct Aid en Bosnie au cours de l'hiver 1993-1994, puis dirige les opérations de British Direct Aid au Rwanda pendant la majeure partie de 1995 . 
Membre de l'armée territoriale, Attlee sert en Bosnie de 1997 à 1998 et en Irak en 2003. 

## Carrière politique
Attlee hérite de son titre après la mort de son père en 1991 et est entré à la Chambre des Lords en 1992, initialement comme crossbencher. Peu avant les élections générales de 1997, il rejoint le Parti conservateur. Il est l'un des 92 pairs héréditaires élus qui restent à la Chambre des lords après l'adoption de la House of Lords Act 1999. 
Il est porte-parole de l'opposition sur divers sujets ; immédiatement avant les élections générales de 2010, il est porte-parole des transports et whip de l'opposition. À la suite de la victoire des conservateurs lors de cette élection, il est nommé Lord-in-waiting ou whip du gouvernement à la Chambre des lords. Il conserve ce rôle jusqu'en avril 2014, date à laquelle il quitte le Gouvernement. Il est remplacé par Susan Williams (baronne Williams de Trafford).

## Vie privée
Il épouse Teresa Ahern le 27 septembre 2008, dans la chapelle de la crypte de St Mary Undercroft, au palais de Westminster . Elle est la fille cadette de Mortimer Ahern, de Malvern, Worcestershire. Si Lord Attlee mourait sans fils, le titre s'éteindrait. 